# Bronsprachtkever
De bronsprachtkever (Chrysobothris affinis) is een kever uit de familie prachtkevers (Buprestidae).

## Naam en indeling
De wetenschappelijke naam van de soort werd voor het eerst voorgesteld door Johann Christian Fabricius in 1794. Oorspronkelijk werd de wetenschappelijke naam Buprestis affinis gebruikt. De soortaanduiding affinis betekent vrij vertaald 'aangrenzend'.

## Uiterlijke kenmerken
De bronsprachtkever is een relatief grote soort die een lichaamslengte bereikt van ongeveer tien tot vijftien millimeter. De lichaamsvorm is langwerpig, de dekschilden hebben een brede basis maar lopen naar de achterzijde spits af. De lichaamskleur is bruin met een metaalachtige, groene glans. Het achterlijf is groenblauw van kleur en heeft eveneens een metalige glans. Op ieder dekschild zijn drie lichtere tot heldergele vlekken aanwezig. De kever lijkt sterk op de verwante goudgepuncteerde dennenprachtkever (Chrysobothris solieri), die echter wat kleiner blijft en in naaldbossen leeft. Daarnaast zijn de achterste vlekken aan het dekschilden kleiner in vergelijking met die van de bronsprachtkever en ronder van vorm. De afstand tussen de achterste vlekken en de middennaad van de dekschilden is bij de bronsprachtkever in de regel groter dan de doorsnede van de vlekken.

## Levenswijze
De larven leven van de boombast onder de schors van loofbomen en hebben een voorkeur voor bomen die sterk verzwakt zijn of recent zijn afgestorven. Gezonde bomen en rottende stammen worden met rust gelaten.
Boomsoorten die worden aangetast door de bronsprachtkever zijn montpelieresdoorn (Acer monspessulanum), zachte berk (Betula pubescens), tamme kastanje (Castanea sativa), gele kornoelje (Cornus mas), hazelaar, (Corylus avellana), beuk (Fagus sylvatica) vijgenboom (Ficus carica), es (Fraxinus excelsior), appel (Malus domestica) en de Europese hopbeuk (Ostrya carpinifolia). Daarnaast worden verschillende soorten uit de volgende geslachten aangetast:; es (Alnus), meidoorn (Crataegus), moerbei (Morus), populier (Populus) en Iep (Ulmus).

## Verspreiding en habitat
De bronsprachtkever komt voor in delen van voornamelijk westelijk Europa inclusief zuidelijk Scandinavië met enkele populaties in het oosten van Europa. De kever ontbreekt in Groot-Brittannië. De habitat bestaat uit bosachtige gebieden, en dan met name loofbossen.